# قعبرین
قعبرین یک منطقهٔ مسکونی در لبنان است که در شهرستان عکار واقع شده‌است.